# 沙里耶
沙里耶（法語：Chariez，法語發音：[ʃaʁje]）是法国上索恩省的一个市镇，属于沃苏勒区。

## 地理
沙里耶（47°37'12"N, 6°5'15"E）面积7.66 平方千米，位于法国勃艮第-弗朗什-孔泰大區上索恩省，该省份为法国东部内陆省份，北起顺时针与孚日省、贝尔福地区省、杜省、汝拉省、科多尔省和上马恩省接壤。
与沙里耶接壤的市镇（或旧市镇、城区）包括：蒙蒂尼莱沃苏勒、昂德拉尔、蒙-勒韦尔努瓦、努瓦当莱沃苏勒、蓬塞、韦夫尔和蒙图瓦耶。
沙里耶的时区为UTC+01:00、UTC+02:00（夏令时）。

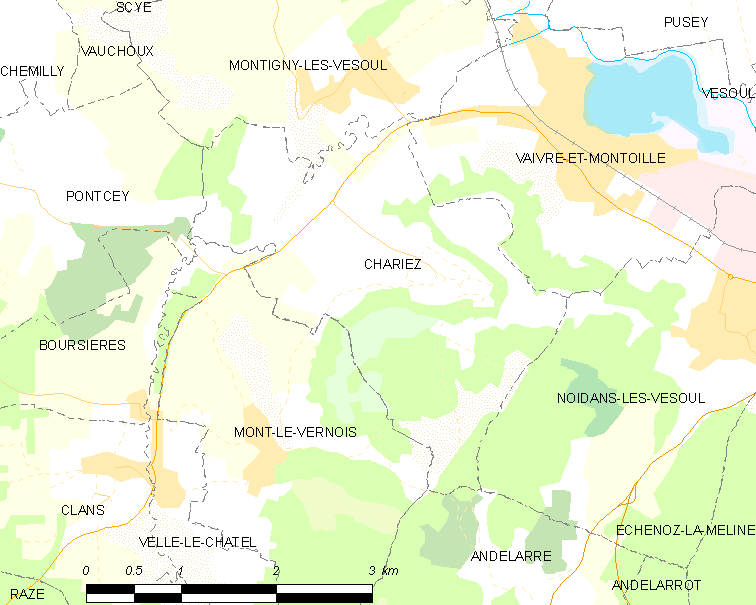
沙里耶的OSM定位图

## 行政
沙里耶的邮政编码为70000，INSEE市镇编码为70134。

## 政治
沙里耶所属的省级选区为沃苏勒第一县。

## 人口

1962-2008年间沙里耶人口变化图示

沙里耶于2022年1月1日时的人口数量为220人。